# لاسي ليكفيو
لاسي ليكفيو (بالإنجليزية: Lacy Lakeview, Texas)‏ هي مدينة تقع بولاية تكساس في شمال شرق الولايات المتحدة. تبلغ مساحة هذه المدينة  (كم²)، وترتفع عن سطح البحر  م، بلغ عدد سكانها 5764 نسمة في عام 2000 حسب إحصاء مكتب تعداد الولايات المتحدة .

## التركيبة السكانية
حدّد مكتب تعداد الولايات المتحدة بيانات التركيبة السكانية للاسي ليكفيو في تعداد الولايات المتحدة. في ما يلي، التركيبة السكانية حسب تعدادي 2000 و2010.

### تعداد عام 2000
بلغ عدد سكان لاسي ليكفيو 5,764 نسمة بحسب تعداد عام 2000، وبلغ عدد الأسر 2,388 أسرة وعدد العائلات 1,487 عائلة مقيمة في المدينة. في حين سجلت الكثافة السكانية 532.7 نسمة لكل كيلومتر مربع (1,379.7/ميل2). وبلغ عدد الوحدات السكنية 2,575 وحدة بمتوسط كثافة قدره 238 لكل كيلومتر مربع (616.4/ميل2).
وتوزع التركيب العرقي للمدينة بنسبة 74.15% من البيض و14.89% من الأمريكيين الأفارقة و0.61% من الأمريكيين الأصليين و0.83% من الأمريكيين ذوي الأصول الآسيوية و0.10% من سكان جزر المحيط الهادئ و7.01% من الأعراق الأخرى و2.41% من عرقين مختلطين أو أكثر و16.31% من الهسبانيون أو اللاتينيون من أي عرق.
بلغ عدد الأسر 2,388 أسرة كانت نسبة 35.3% منها لديها أطفال تحت سن الثامنة عشر تعيش معهم، وبلغت نسبة الأزواج القاطنين مع بعضهم البعض 42.4% من أصل المجموع الكلي للأسر، ونسبة 15.6% من الأسر كان لديها معيلات من الإناث دون وجود شريك،  بينما كانت نسبة 4.2% من الأسر لديها معيلون من الذكور دون وجود شريكة وكانت نسبة 37.7% من غير العائلات. تألفت نسبة 31.5% من أصل جميع الأسر من عدة أفراد يعيشون في نفس المنزل ونسبة 6.7% كانت تتألف من شخص يعيش بمفرده يبلغ من العمر 65 عاماً أو أكثر. وبلغ متوسط حجم الأسرة المعيشية 2.41، أما متوسط حجم العائلات فبلغ 3.07.
بلغ العمر الوسطي للسكان 31.1 عاماً. وكانت نسبة 26.2% من القاطنين تحت سن الثامنة عشر، وكانت نسبة 15% بين الثامنة عشر والرابعة والعشرين عاماً، ونسبة 28.3% كانت واقعةً في الفئة العمرية ما بين الخامسة والعشرين والرابعة والأربعين عاماً، ونسبة 20.2% كانت ما بين الخامسة والأربعين والرابعة والستين، ونسبة 10.2% كانت ضمن فئة الخامسة والستين عاماً فما فوق. يوجد لكل 100 أنثى 101.0 ذكر، ويوجد لكل 100 أنثى في الثامنة عشر من عمرها فما فوق 97.9 ذكر.
بلغ متوسط دخل الأسرة في المدينة 31,135 دولارًا، أما متوسط دخل العائلة فبلغ 36,962 دولارًا. وكان متوسط دخل الذكور 25,272 دولارًا مقابل 21,250 دولارًا للإناث. وسجل دخل الفرد الخاص بالمدينة 15,049 دولارًا. وكانت نسبة 9% من العائلات ونسبة 11.3% من السكان تحت خط الفقر، وكان من هؤلاء نسبة 12.2% تحت سن الثامنة عشر ونسبة 5.6% في الخامسة والستين من العمر وما فوق.

### تعداد عام 2010
بلغ عدد سكان لاسي ليكفيو 6,489 نسمة بحسب تعداد عام 2010، وبلغ عدد الأسر 2,662 أسرة وعدد العائلات 1,599 عائلة مقيمة في المدينة. في حين سجلت الكثافة السكانية 599.7 نسمة لكل كيلومتر مربع (1,553.2/ميل2). وبلغ عدد الوحدات السكنية 2,850 وحدة بمتوسط كثافة قدره 263.4 لكل كيلومتر مربع (682.2/ميل2).
وتوزع التركيب العرقي للمدينة بنسبة 63.77% من البيض و20.60% من الأمريكيين الأفارقة و0.69% من الأمريكيين الأصليين و0.89% من الأمريكيين ذوي الأصول الآسيوية و0.05% من سكان جزر المحيط الهادئ و10.86% من الأعراق الأخرى و3.13% من عرقين مختلطين أو أكثر و23.82% من الهسبانيون أو اللاتينيون من أي عرق.
بلغ عدد الأسر 2,662 أسرة كانت نسبة 34% منها لديها أطفال تحت سن الثامنة عشر تعيش معهم، وبلغت نسبة الأزواج القاطنين مع بعضهم البعض 35.5% من أصل المجموع الكلي للأسر، ونسبة 18.9% من الأسر كان لديها معيلات من الإناث دون وجود شريك،  بينما كانت نسبة 5.7% من الأسر لديها معيلون من الذكور دون وجود شريكة وكانت نسبة 39.9% من غير العائلات. تألفت نسبة 33.1% من أصل جميع الأسر من عدة أفراد يعيشون في نفس المنزل ونسبة 6.7% كانت تتألف من شخص يعيش بمفرده يبلغ من العمر 65 عاماً أو أكثر. وبلغ متوسط حجم الأسرة المعيشية 2.43، أما متوسط حجم العائلات فبلغ 3.12.
بلغ العمر الوسطي للسكان 31.8 عاماً. وكانت نسبة 26.3% من القاطنين تحت سن الثامنة عشر، وكانت نسبة 13.6% بين الثامنة عشر والرابعة والعشرين عاماً، ونسبة 26.9% كانت واقعةً في الفئة العمرية ما بين الخامسة والعشرين والرابعة والأربعين عاماً، ونسبة 22.7% كانت ما بين الخامسة والأربعين والرابعة والستين، ونسبة 10.4% كانت ضمن فئة الخامسة والستين عاماً فما فوق. وتوزع التركيب الجنسي للسكان بنسبة 49.2% ذكور و50.8% إناث.

## أعلام
- آن ريتشاردز

## وصلات خارجية
- The US50 - Cities and Towns in Texas State